# Doordarshan
Doordarshan (гінді दूरदर्शन — «телебачення») — державна публічна індійська телевізійна компанія, підрозділ Prasar Bharati.